# Marina Poroso
Marina Salome Poroso Navarro (* 18. Januar 1998) ist eine ecuadorianische Leichtathletin, die im Sprint sowie im Hürdenlauf an den Start geht.

## Sportliche Laufbahn
Erste internationale Erfahrungen sammelte Marina Poroso im Jahr 2016, als sie bei den U20-Weltmeisterschaften in 45,72 s den achten Platz mit der ecuadorianischen 4-mal-100-Meter-Staffel belegte. Anschließend siegte sie in 45,13 s mit der Staffel bei den U23-Südamerikameisterschaften in Lima. Im Jahr darauf gewann sie bei den U20-Südamerikameisterschaften in Leonora in 63,73 s die Bronzemedaille im 400-Meter-Hürdenlauf und siegte in 46,47 s in der 4-mal-100-Meter-Staffel. Anschließend belegte sie bei den Südamerikameisterschaften in Luque in 61,84 s den siebten Platz über 400 m Hürden und erreichte mit der 4-mal-400-Meter-Staffel in 3:44,92 min Rang fünf. Daraufhin schied sie bei den U20-Panamerikameisterschaften in Trujillo mit 12,76 s in der ersten Runde im 100-Meter-Lauf aus und gelangte über 400 m Hürden nach 61,33 s auf Rang sechs. Zudem wurde sie mit der 4-mal-100-Meter-Staffel in 45,64 s Vierte. Ende November klassierte sie sich bei den Juegos Bolivarianos in Santa Marta mit 60,92 s auf dem siebten Platz über die Hürden und gewann in 45,15 s die Silbermedaille in der 4-mal-100-Meter-Staffel hinter dem Team aus Venezuela und in der 4-mal-400-Meter-Staffel wurde sie in 3:41,69 min Vierte. 2018 nahm sie an den Südamerikaspielen in Cochabamba teil und belegte dort in 61,31 s den fünften Platz im 400-Meter-Hürdenlauf. Auch bei den Ibero-Amerikanischen Meisterschaften in Trujillo gelangte sie nach 59,58 s auf Rang fünf und gewann dort in 46,94 s die Silbermedaille in der 4-mal-100-Meter-Staffel hinter Peru und wurde in der 4-mal-400-Meter-Staffel in 3:43,33 min Vierte. Ende September belegte sie bei den U23-Südamerikameisterschaften in Ecuador in 59,86 s den vierten Platz über die Hürden und siegte in 44,18 s in der 4-mal-100-Meter-Staffel und stellte damit einen neuen Meisterschaftsrekord auf. Zusätzlich gewann sie in 3:43,91 min die Bronzemedaille in der 4-mal-400-Meter-Staffel hinter den Teams aus Kolumbien und Brasilien.
Bei den IAAF World Relays 2019 in Yokohama verpasste sie mit der 4-mal-100-Meter-Staffel mit 44,74 s den Finaleinzug und anschließend schied sie bei den Südamerikameisterschaften in Lima mit 25,16 s in der ersten Runde im 200-Meter-Lauf aus und belegte in 45,72 s den vierten Platz in der 4-mal-100-Meter-Staffel und erreichte in der 4-mal-400-Meter-Staffel nach 3:42,91 min Rang sechs. Anschließend startete sie mit der 4-mal-100-Meter-Staffel bei den Panamerikanischen Spielen ebendort, wurde dort aber im Vorlauf disqualifiziert.

## Persönliche Bestzeiten
- 100 Meter: 11,77 s (−0,1 m/s), 28. Oktober 2018 in Quito
- 200 Meter: 24,96 s (+0,5 m/s), 20. Juni 2015 in Guaranda
- 400 m Hürden: 59,58 s, 25. August 2018 in Trujillo